# Olga Gyarmatiová
Olga Gyarmati (5. října 1924, Debrecín – 27. října 2013) byla maďarská atletka, olympijská vítězka ve skoku do dálky.
Stala se první olympijskou vítězkou ve skoku do dálky. Na olympiádě v Londýně v roce 1948 získala zlatou medaili výkonem 5,695 m. Na dalších olympiádách obsadila v soutěži dálkařek 10. (1952), resp. 11. (1956) místo. V roce 1956 spolu s manželem emigrovala.